# Тамарченко, Давид Евсеевич
Дави́д Евсе́евич Тама́рченко (3 [16] марта 1907 или 16 марта 1907, Феодосия, Таврическая губерния — 10 декабря 1959 или 11 декабря 1959, Ленинград) — советский литературный критик, литературовед и теоретик литературы, доктор филологических наук.

## Биография
Родился в 1907 году. Отец, Евсей Айзикович Тамарченко (1880, Ушачи — 1936), — преподаватель идиша и иврита, кантор; мать — Любовь Иосифовна Рапопорт (1883, Ушачи — ?). Братья Натан Танин и Григорий Тамарченко (1913—2000) — исследователи литературы, Мирон Тамарченко — доктор сельскохозяйственных наук.
Окончил в 1930 году Государственную Академию искусствознания в Ленинграде. Изучал военную прозу, прозу К. А. Федина. Участвовал в дискуссиях 1930-х годов в Ленинграде, занимая позиции, близкие тогдашнему официозу, с которых критиковал переверзевцев, марристов, рапповцев, Г. Горбачёва и др. Преподавал в Ленинграде, Кирове. В 1940 году подготовил, в 1942 году в эвакуации в Уфе защитил докторскую диссертацию «Творчество Тараса Шевченко и русская революционно-демократическая литература».
После войны преподавал в Киеве, потом в Ленинграде. Исследовал творчество Т. Г. Шевченко, русских классиков XIX века, спорные вопросы, связанные с изучением «Евгения Онегина» А. С. Пушкина, «Героя нашего времени» М. Ю. Лермонтова и «Мертвых душ» Н. В. Гоголя. Формулируя свой взгляд на проблематику и жанровую природу этих романов, освещал черты их своеобразия по сравнению с предшествующим и современным им зарубежным романом.
В 1930-х годах жил на Васильевском острове, 5-я линия, д. 54, кв. 17.
Умер 10 декабря 1959 года. Похоронен на Преображенском еврейском кладбище.

## Семья
Жена (до 1940 года) — Роза Леонидовна Рейнганд, кандидат филологических наук, лингвист, переводчица, преподавательница иностранных языков. Сыновья: Евгений (1938—1993) и Натан (1940—2011), филологи, литературоведы.
Племянник — Павел Николаевич Танин (1927—2006), учёный в области стрелкового оружия, начальник отдела НИИ вооружения ВМФ.

## Основные работы
- Тема войны в литературе. — М.: ГИХЛ, 1933. — 135.
- Путь к реализму: О творчестве Константина Федина / Ком. акад. при ЦИК СССР. Ленингр. отд-ние. Ин-т лит-ры и искусства. — [Л.]: Изд-во писателей в Ленинграде, [1934] (тип. «Печатный двор»). — 120.
- Литература и эстетика. — Л.: Художественная литература, 1936. — 232.
- Творчисть Тараса Шевченка и росийська революцийно-демократычна литература. К.: АН УССР, 1944.
- Из истории русского классического романа: Пушкин, Лермонтов, Гоголь / ред. Г. М. Фридлендер; АН СССР, Ин-т рус. лит. (Пушкин. дом). — М.; Л.: Изд-во Акад. наук СССР, 1961. — 168.